# شهرداری سن رافائل، سانتا کروز
شهرداری سن رافائل (به اسپانیایی: San Rafael Municipality) یک شهرداری در بولیوی است که در استان خوزه میگوئل د ولاسکو واقع شده‌است. شهرداری سن رافائل ۹٬۸۲۴٫۳۳ کیلومتر مربع مساحت و ۵٬۰۱۷ نفر جمعیت دارد.